# Udalguri
Udalguri är en ort i Indien.   Den ligger i distriktet Udalguri och delstaten Assam, i den östra delen av landet, 1 500 km öster om huvudstaden New Delhi. Udalguri ligger 116 meter över havet och antalet invånare är 15 935.
Terrängen runt Udalguri är platt, och sluttar söderut. Runt Udalguri är det tätbefolkat, med 397 invånare per kvadratkilometer. Det finns inga andra samhällen i närheten. Omgivningarna runt Udalguri är en mosaik av jordbruksmark och naturlig växtlighet.